# Phaseolus sonorensis
Phaseolus sonorensis är en ärtväxtart som beskrevs av Paul Carpenter Standley. Phaseolus sonorensis ingår i släktet bönor, och familjen ärtväxter. Inga underarter finns listade i Catalogue of Life.